# 倉光俊夫
倉光 俊夫（くらみつ としお、1908年11月12日 - 1985年4月16日）は、日本の小説家。

## 略歴
東京市浅草生まれ。法政大学文学部国文科を卒業。朝日新聞社会部記者、松竹演劇部・映画部勤務を経て作家活動に入る。武田麟太郎の『人民文庫』に参加の後、1941年に池田源尚・古沢元らと同人誌『麦』を創刊。1943年に『連絡員』で第16回芥川賞を受賞。
怪奇小説を数々ものす傍ら、高橋竹山を取り上げた『津軽三味線』も著している。

## 著書
- 『連絡員』文藝春秋社 1944
- 『冷べたい水の村』家の光協会 1970
- 『津軽三味線』立風書房 1976
- 『売られていぐ村』家の光協会 1977
- 『倉光俊夫自撰随筆集』日本随筆家協会 1985

| スタブアイコン | サブスタブ | この項目は、まだ閲覧者の調べものの参照としては役立たない、人物に関連した書きかけの項目です。この項目を加筆・訂正などしてくださる協力者を求めています（P:人物伝/PJ:人物伝）。 |